# Luigi Caburlotto

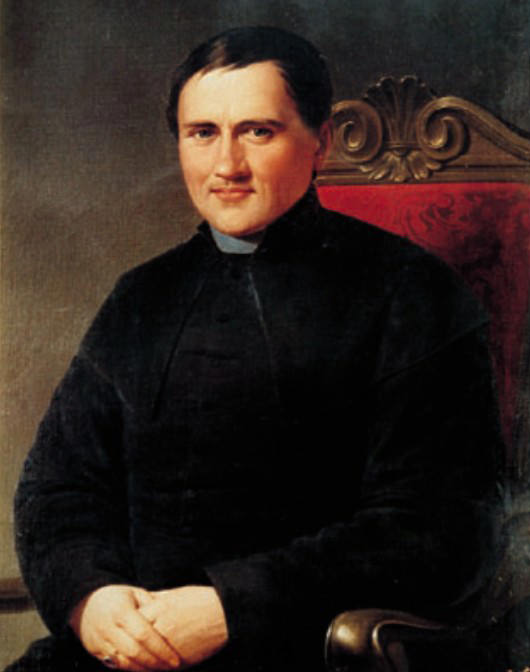
Luigi Caburlotto

Luigi Caburlotto (* 7. Juni 1817 in Venedig; † 9. Juli 1897 ebenda) war ein römisch-katholischer Priester der Erzdiözese Venedig und Gründer der Schwesternkongregation der Figlie di San Giuseppe (Töchter des hl. Joseph). In der katholischen Kirche wird er seit dem 16. Mai 2015 als Seliger verehrt.

## Leben
Luigi wurde am 7. Juni 1817 in Venedig geboren und entstammt einer einfachen, bescheidenen und zutiefst christlichen Gondoliere-Familie. Die Erfahrung der Armut beeinflusste seinen spirituellen Weg und ließ ihn auf das Schicksal der Armen aufmerksam werden, denen er sein ganzes Leben widmete.
Er besuchte das Gymnasium der beiden Priesterbrüder Antonangelo und Marco Cavanis und trat dann ins Priesterseminar ein. Am 24. September 1842 wurde er vom Patriarch von Venedig Jacopo Monico zum Priester geweiht. Seine ersten Stellen trat er als Kooperator in der Pfarrei San Pantaleone und später in San Giacomo dall’Orio an, von wo aus er in einem sozialen Umfeld, das von großer moralischer und materieller Armut geprägt war, ein bewundernswertes Apostolat – vor allem zugunsten der Jugend – begann.
Am 15. Oktober 1849 wurde er in der gleichen Pfarrei zum Pfarrer ernannt. Die soziale Situation der Menschen hatte sich infolge des Ersten Italienischen Unabhängigkeitskrieges weiter verschlechtert: Seine Gläubigen widmeten sich zumeist dem bescheidenen Handwerk, von dem sie oft nicht leben konnten.
Einige Monate später, am 30. April 1850, gründete er mit Hilfe von zwei Katechetinnen eine Schule für arme Mädchen. Aus der Gemeinschaft der jungen Frauen ging die Kongregation der Figlie di San Giuseppe (Töchter des hl. Josef) hervor. Seine pastorale Fürsorge umfasste weitere zahlreiche Initiativen. Neben der Predigt, der Vorbereitung und der Verwaltung der Sakramente war er auch in der Katechese tätig und unterstützte neue Vereinigungen der christlichen Lehre für Männer und Frauen. Als Mensch und Seelsorger setzte er sich besonders für die Bildung der Jugend ein, vor allem im Bereich der verlassenen Jugendlichen.
In den folgenden Jahren verbrachte er seine Tage zwischen Gemeindearbeit und der Gründung und Unterstützung der neuen Ordensfamilie, deren Ordensregel er in Anlehnung an die Spiritualität des heiligen Franz von Sales verfasste.
Ab 1857 erhielt er Unterstützung durch Joseffa Maria Vendramin als Oberin der ersten vierzehn Schwestern. Im selben Jahr eröffnete Pater Caburlotto eine zweite Schwesterngemeinschaft an San Sebastiano im Sestriere Dorsoduro und gründete dort das Istituto Manin für Frauen. Zwei Jahre später gründete er eine kostenlose Mädchenschule mit Internat in Ceneda, heute ein Ortsteil von Vittorio Veneto.
Ende der 1860er Jahre, nachdem Venetien Teil des Königreichs Italien wurde, übernahm er die Leitung des Istituto Manin für Männer. Er kümmerte sich um die Reorganisation dieser bedeutenden Kunstgewerbeschule, die sich seit zwei Jahren in einer prekären disziplinären und wirtschaftlichen Situation befand.
Von diesem Moment an war er zur politischen Zielscheibe der Liberalen geworden, die nach dem Anschluss Venetiens an das Königreich Italien an Bedeutung gewonnen hatten. Aber Pater Caburlotto sah seine Aufgabe darin, seine Liebe zu Gott durch die erzieherische Fürsorge für die Jugend zum Ausdruck zu bringen, auch um den Preis, Missverständnisse, Widerstände und Anfeindungen zu ertragen zu müssen.
Im Jahr 1872 gab Pater Caburlotto wegen seiner angeschlagenen Gesundheit die Arbeit in der Pfarrei auf, um sich ausschließlich der Leitung der Erziehungsheime und der Unterstützung seiner Kongregation zu widmen. 1881 wurde ihm die Leitung weiterer Waisenhäuser und Schulen übertragen, wo er die Laienlehrerinnen durch seine eigenen Ordensschwestern ersetzten und so weitere Konvente seiner Kongregation gründen konnte.
Außerdem hielt er Predigten in Exerzitienkursen für Klöster und Laien, führte Volksmissionen durch und hielt geistliche Vorträge für den Klerus.
In dem schwierigen Klima nach der Wiedervereinigung Italiens verstand Pater Caburlotto, dass es keine Wohltätigkeit war, armen Kindern die Möglichkeit zu geben, zu studieren, sondern dass dadurch ein Beitrag zur Verwirklichung ihrer Lebenspläne geleistet wird. Mit voller Unterstützung seines Bischofs beeinflusste er so die pädagogische Ausrichtung einiger öffentlicher Einrichtungen positiv.
Seine letzten Jahre verbrachte Pater Caburlotto in fast völliger Zurückgezogenheit, von langen Leiden geplagt, aber heiter und immer an den Werken interessiert, die er weiterhin leitete.
Luigi Caburlotto starb am 9. Juli 1897 mit dem Namen der Muttergottes auf den Lippen. Schon zu Lebzeiten war er so sehr für sein heiligmäßiges Leben bekannt, so dass der Patriarch von Venedig, Kardinal Giuseppe Sarto, der spätere Heilige Pius X., ihm persönlich die Krankensalbung spenden wollte, um ihm bei seinem Weg in den Himmel beizustehen.

## Seligsprechung
Der Seligsprechungsprozess für Luigi Caburlotto wurde 1963 eröffnet. Im Jahr 1989 wurde die Positio an die Kongregation für die Selig- und Heiligsprechungen übermittelt. Am 2. Juli 1994 erhielt Pater Caburlotto den Titel eines Ehrwürdigen Diener Gottes durch die Anerkennung des heroischen Tugendgrades. Seine sterblichen Überreste wurden im Jahr 2009 vom venezianischen Generalat der Schwestern in die nahe gelegene Kirche San Sebastiano überführt.
Nachdem das Wunder am 9. Mai 2014 anerkannt wurde, konnte Luigi Caburlotto am 16. Mai 2015 von Kardinal Angelo Amato im Auftrag von Papst Franziskus auf dem Markusplatz in Venedig seliggesprochen werden.

## Gedenktag
Der liturgische Gedenktag ist sein Geburtstag, der 7. Juni.